# 白鸡乡
白鸡乡，是中华人民共和国四川省凉山彝族自治州会理市曾经下辖的一个乡。

## 行政区划
白鸡乡撤销前下辖以下地区：
白鸡村、岔河村和天桥村。